# Natalie Wood
Natalie Wood (tên khai sinh: Natalia Nikolaevna Zacharenko; tiếng Nga: Наталья Николаевна Захаренко; 20 tháng 7 năm 1938 – 29 tháng 11 năm 1981) là nữ diễn viên Mỹ nổi tiếng trong các bộ phim Miracle on 34th Street, Splendor in the Grass, Rebel Without a Cause, và West Side Story. 

## Phim
| Năm  | Tiêu đề                            | Vai                                  | Ghi chú |
| ---- | ---------------------------------- | ------------------------------------ | --- |
| 1943 | Happy Land                         | Little girl who drops ice cream cone | uncredited; film debut |
| 1946 | The Bride Wore Boots               | Carol Warren                         | |
| 1946 | Tomorrow Is Forever                | Margaret Ludwig                      | First credited role |
| 1947 | Driftwood                          | Jenny Hollingsworth                  | |
| 1947 | The Ghost and Mrs. Muir            | Anna Muir as a child                 | |
| 1947 | Miracle on 34th Street             | Susan Walker                         | First starring role |
| 1948 | Scudda Hoo! Scudda Hay!            | Bean McGill                          | |
| 1949 | Father Was a Fullback              | Ellen Cooper                         | |
| 1949 | The Green Promise                  | Susan Anastasia Matthews             | |
| 1949 | Chicken Every Sunday               | Ruth Hefferan                        | |
| 1950 | Never a Dull Moment                | Nancy 'Nan' Howard                   | |
| 1950 | The Jackpot                        | Phyllis Lawrence                     | |
| 1950 | Our Very Own                       | Penny Macaulay                       | |
| 1950 | No Sad Songs for Me                | Polly Scott                          | |
| 1951 | The Blue Veil                      | Stephanie Rawlins                    | |
| 1951 | Dear Brat                          | Pauline Jones                        | |
| 1952 | The Star                           | Gretchen Drew                        | |
| 1952 | Just for You'                      | Barbara Blake                        | |
| 1952 | The Rose Bowl Story                | Sally Burke                          | |
| 1954 | The Silver Chalice                 | Helena as a child                    | |
| 1955 | Rebel Without a Cause              | Judy                                 | Đề cử: Academy Award for Best Supporting Actress |
| 1955 | One Desire                         | Seely Dowder                         | |
| 1956 | The Girl He Left Behind            | Susan Daniels                        | |
| 1956 | The Burning Hills                  | Maria Christina Colton               | |
| 1956 | A Cry in the Night                 | Liz Taggert                          | |
| 1956 | The Searchers                      | Debbie Edwards (older)               | |
| 1957 | Bombers B-52                       | Lois Brennan                         | |
| 1958 | Kings Go Forth                     | Monique Blair                        | |
| 1958 | Marjorie Morningstar               | Marjorie Morgenstern                 | |
| 1960 | All the Fine Young Cannibals       | Sarah 'Salome' Davis                 | |
| 1960 | Cash McCall                        | Lory Austen                          | |
| 1961 | West Side Story                    | Maria                                | |
| 1961 | Splendor in the Grass              | Wilma Dean Loomis                    | Đề cử: Academy Award for Best Actress Đề cử: BAFTA Award for Best Foreign Actress Đề cử: Golden Globe Award for Best Actress – Motion Picture Drama                        |
| 1962 | Gypsy                              | Louise                               | Đề cử: Golden Globe Award for Best Actress – Motion Picture Musical or Comedy                                                                                              |
| 1963 | Love with the Proper Stranger      | Angie Rossini                        | 1st Runner-up: New York Film Critics Circle Award for Best Actress Đề cử: Academy Award for Best Actress Đề cử: Golden Globe Award for Best Actress – Motion Picture Drama |
| 1964 | Sex and the Single Girl            | Helen Gurley Brown                   | |
| 1965 | Inside Daisy Clover                | Daisy Clover                         | Đề cử: Golden Globe Award for Best Actress – Motion Picture Musical or Comedy Chiến thắng: World Film Favorite – Female                                                    |
| 1965 | The Great Race                     | Maggie DuBois                        | |
| 1966 | Penelope                           | Penelope Elcott                      | |
| 1966 | This Property Is Condemned         | Alva Starr                           | Đề cử: Golden Globe Award for Best Actress – Motion Picture Drama |
| 1969 | Bob & Carol & Ted & Alice          | Carol Sanders                        | |
| 1972 | The Candidate                      | Herself                              | cameo |
| 1973 | The Affair                         | Courtney Patterson                   | TV movie |
| 1975 | Peeper                             | Ellen Prendergast                    | |
| 1976 | Cat on a Hot Tin Roof              | Maggie                               | TV movie |
| 1979 | From Here to Eternity              | Karen Holmes                         | Golden Globe Award for Best Actress – Television Series Drama |
| 1979 | The Cracker Factory                | Cassie Barrett                       | TV movie |
| 1979 | Meteor                             | Tatiana Nikolaevna Donskaya          | |
| 1980 | The Last Married Couple in America | Mari Thompson                        | |
| 1980 | The Memory of Eva Ryker            | Eva/Claire Ryker                     | TV movie |
| 1980 | Willie & Phil                      | Herself                              | (cameo) |
| 1983 | Brainstorm                         | Karen Brace                          | Đề cử: Saturn Award for Best Supporting Actress |

| Năm  | Tiêu đề                 | Vai                     | Ghi chú                           |
| ---- | ----------------------- | ----------------------- | --------------------------------- |
| 1953 | Jukebox Jury            | as Herself              | Guest appearance                  |
| 1953 | The Pride of the Family | Ann Morrison            | One season                        |
| 1954 | The Public Defender     | Rene Marchand           | One episode, "Return of the Dead" |
| 1969 | Bracken's World         | Cameo                   | Guest appearance                  |
| 1978 | Switch                  | Girl in the Bubble Bath | Guest Appearance                  |
| 1979 | Hart to Hart            | Movie Star              | Pilot episode, as Natasha Gurdin  |

## Giải thưởng khác
| Năm  | Tổ chức                                 | Giải thưởng                         | Phim                          | Kết quả            |
| ---- | --------------------------------------- | ----------------------------------- | ----------------------------- | ------------------ |
| 1946 | Box Office Magazine                     | Most Talented Young Actress of 1946 | Tomorrow Is Forever           | Chiến thắng        |
| 1956 | National Association of Theatre Owners  | Star of Tomorrow Award              |                               | Chiến thắng        |
| 1957 | Golden Globe Award                      | New Star of the Year – Actress      | Rebel Without a Cause         | Chiến thắng        |
| 1958 | Golden Laurel Awards                    | Top Female Dramatic Performance     | Marjorie Morningstar          | Đề cử              |
| 1958 | Golden Laurel Awards                    | Top Female Star                     |                               | Đề cử (13th place) |
| 1959 | Golden Laurel Awards                    | Top Female Star                     |                               | Đề cử (7th place)  |
| 1960 | Golden Laurel Awards                    | Top Female Star                     |                               | Đề cử (9th place)  |
| 1961 | Grauman's Chinese Theatre               | Handprint Ceremony                  |                               | Inducted           |
| 1961 | Golden Laurel Awards                    | Top Female Star                     |                               | Đề cử (14th place) |
| 1962 | Golden Laurel Awards                    | Top Female Dramatic Performance     | Splendor in the Grass         | Đề cử              |
| 1962 | Golden Laurel Awards                    | Top Female Star                     |                               | Đề cử (5th place)  |
| 1963 | Golden Laurel Awards                    | Top Female Musical Performance      | Gypsy                         | Đề cử              |
| 1963 | Golden Laurel Awards                    | Top Female Star                     |                               | Đề cử (2nd place)  |
| 1964 | Mar del Plata Film Festival             | Best Actress                        | Love with the Proper Stranger | Chiến thắng        |
| 1964 | New York Film Critics Circle Awards     | Best Actress                        | Love with the Proper Stranger | Đề cử              |
| 1964 | Golden Laurel Awards                    | Top Female Dramatic Performance     | Love with the Proper Stranger | Đề cử              |
| 1964 | Golden Laurel Awards                    | Top Female Star                     |                               | Đề cử (3rd place)  |
| 1965 | Golden Laurel Awards                    | Top Female Star                     |                               | Đề cử (6th place)  |
| 1966 | Golden Globe Award                      | World Film Favorite                 |                               | Chiến thắng        |
| 1966 | Golden Laurel Awards                    | Top Female Star                     |                               | Đề cử (8th place)  |
| 1967 | Golden Laurel Awards                    | Top Female Star                     |                               | Đề cử (3rd place)  |
| 1968 | Golden Laurel Awards                    | Top Female Star                     |                               | Đề cử (12th place) |
| 1970 | Golden Laurel Awards                    | Top Female Star                     |                               | Đề cử (9th place)  |
| 1971 | Golden Laurel Awards                    | Top Female Star                     |                               | Đề cử (9th place)  |
| 1986 | Hollywood Chamber of Commerce           | Hollywood Walk of Fame              |                               | Inducted           |
| 2011 | Palm Springs, California, Walk of Stars | Golden Palm Star                    |                               | Inducted           |